# Чагода

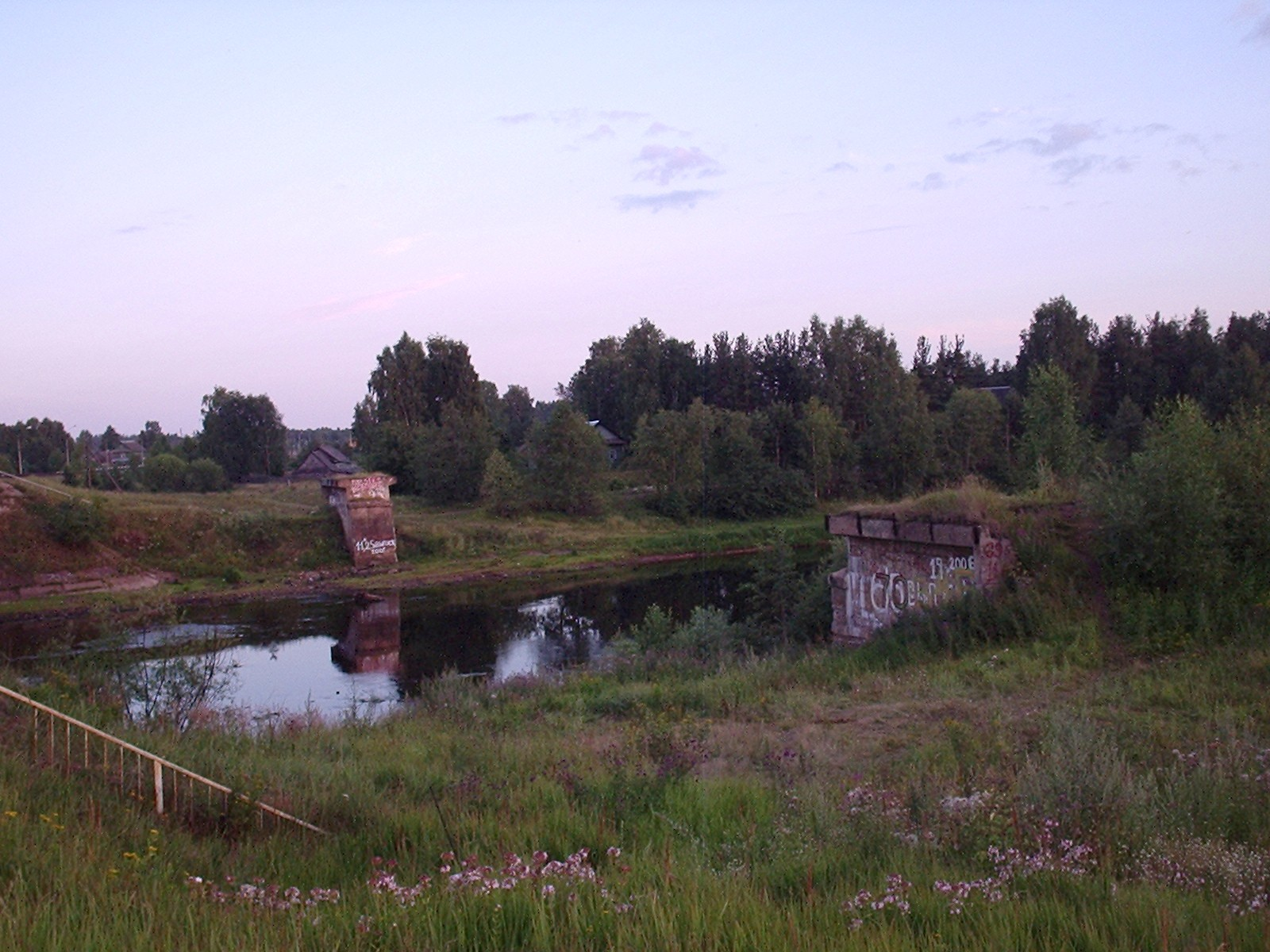
Река Чагодоща в посёлке Чагода

Ча́года — рабочий посёлок, административный центр Чагодощенского муниципального округа Вологодской области России.

## География
Расположен в месте впадения реки Песь в реку Чагода, которая после впадения Песи называется Чагодоща. Расстояние до областного центра — 326 км, до Санкт-Петербурга — 354 км. Является самым западным районным центром Вологодской области. Расположен севернее автодороги А114 в 14 км от посёлка Сазоново.

## История
С XIX века в округе нынешнего посёлка развивалось стекловаренное производство. Сам посёлок был основан (под названием Белый Бычок) в 1926 году при строительстве Чагодощенского стекольного завода (в настоящее время ООО «Чагодощенский стеклозавод и К»). Название получил по имени реки Чагоды (с финно-угорского — «многоводная река» или «река с песчаными берегами»).
Известный ленинградский архитектор Н. А. Троцкий с 1926 года проектировал завод в комплексе с рабочим посёлком. Он одним из первых в стране осуществил замысел построения такого комплекса, получившего признание на организованном Президиумом ВСНХ СССР в 1928 году конкурсе на лучшую стройку «Стеклострой». В дальнейшем проект с его новым успешным решением градостроительных и промышленных задач стал образцом для строительства стекольных предприятий в Лисичанске, Гомеле, Горьком и других городах СССР.
Ядро этого комплекса сохранилось, некоторые дома расселены. В 2021 году комплекс взят под охрану как памятник деревянного конструктивизма.
Статус рабочего посёлка — с 1932 года.

## Достопримечательности
- Деревянная застройка в стиле конструктивизма.
- Церковь во имя преподобного Евфросина, основателя Синозерской Благовещенской пустыни, построена в 2012 г. по образцу утраченной Егорьевской церкви погоста Минцы.

## Население
| 1959   | 1970  | 1979  | 1989  | 2002  | 2009  | 2010  | 2011  | 2012  |
| ------ | ----- | ----- | ----- | ----- | ----- | ----- | ----- | ----- |
| 10 844 | ↘8746 | ↘8045 | ↗8171 | ↘7432 | ↘6765 | ↗6919 | ↘6887 | ↘6847 |
| 2013   | 2014  | 2015  | 2016  | 2017  | 2018  | 2019  | 2020  | 2021  |
| ↘6701  | ↘6516 | ↘6389 | ↘6273 | ↘6160 | ↘6025 | ↘5901 | ↘5886 | ↘5693 |
| 2023   |       |       |       |       |       |       |       |       |
| ↘5603  |       |       |       |       |       |       |       |       |

## Экономика
Основное предприятие посёлка — Чагодощенский стекольный завод (производит стеклотару), деревообработка. В районе развиты лесозаготовки.

## Транспорт
Железнодорожная станция на линии Кабожа — Подборовье.

## Культура
Выходит районная газета «Искра». Имеется краеведческий музей — Чагодощенский музей истории и народной культуры.
В Чагоде расположен Храм Ефросина Синозерского, так же в Чагоде есть часовня во имя Казанской иконы Божией Матери. Настоятель храма — отец Роман (Подосёнов), по совместительству с другими приходами.

## Муниципальное образование

Городское поселение на карте района

Образует городское поселение Посёлок Чагода. Код ОКТМО — 19 554 000.
Расположено на севере района. Граничит:
- на западе с Первомайским сельским поселением,
- на юге с Избоищским сельским поселением,
- на востоке с Борисовским и Мегринским сельскими поселениями, Володинским сельским поселением Бабаевского района,
- на севере с Ленинградской областью.

По территории сельского поселения протекают реки Чагода, Чагодоща, Песь, Лидь, Харзинка, Нижняя; расположены озёра Большое Углишное, Тоцкое, болота.

### Карты
- Топографическая карта O-36-035-D